# Interventna jedinica 92
Interventna jedinica 92 je elitna jedinica beogradske policije specijalizovana za direktnu borbu protiv najtežih oblika kriminala. 
Jedinica je formirana 1992. godine po ugledu na timove SWAT u SAD-u. Oni krstare ulicama 24 sata dnevno i najpokretljivija su i najoperativnija jedinica policije. U njihove redovne dužnosti spadaju hapšenje naoružanih razbojnika, ubica, silovatelja, pronalaženje kriminalaca za kojima se traga, racije, pružanje pomoći pri hapšenju.